# Forasteros
Forasteros es una película española, dirigida por Ventura Pons en el año 2008.

## Argumento
Hace cuarenta años, una familia tuvo que afrontar el trance de perder a uno de sus miembros, un hecho que ahora se repite en las mismas circunstancias. Como ya ocurriera en el pasado, al trauma de todos los familiares se une la llegada de unos vecinos extranjeros. Los hábitos de estos forasteros van a trastocar la armonía y convivencia de la familia, alentando los pensamientos tradicionales. Pero ¿quién es el forastero? ¿El que viene de fuera o el que se resiste a aceptar al diferente?